# Mecz piłkarski Polska – Anglia (1973)
Mecz piłkarski Polska – Anglia – mecz eliminacyjny mistrzostw świata 1974 pomiędzy reprezentacją Polski a reprezentacją Anglii, który odbył się 6 czerwca 1973 roku na Stadionie Śląskim w Chorzowie. Mecz na trybunach obejrzało 90 000 widzów. Jeden z najważniejszych meczów w historii reprezentacji Polski.						

## Tło
Mecz budził w Polsce wielkie zainteresowanie, bowiem przeciwnikiem drużyny Biało-Czerwonych była naszpikowana gwiazdami reprezentacja Anglii, natomiast Biało-Czerwoni mieli w swojej drużynie bramkostrzelnego napastnika, Włodzimierza Lubańskiego. Dla drużyny selekcjonera Kazimierza Górskiego był to drugi mecz eliminacyjny mistrzostw świata 1974. 28 marca 1973 roku w Cardiff przegrała z reprezentacją Walii 2:0.
Tabela grupy 5 przedstawiała się następująco:
| Lp | Drużyna | M | Z | R | P | Bramki | Bramki | +/– | Pkt |
| -- | ------- | - | - | - | - | ------ | ------ | --- | --- |
| 1  | Walia   | 3 | 1 | 1 | 1 | 3      | 2      | +1  | 3   |
| 2  | Anglia  | 2 | 1 | 1 | 0 | 2      | 1      | +1  | 3   |
| 3  | Polska  | 1 | 0 | 0 | 1 | 0      | 2      | −2  | 0   |

## Mecz

### Przebieg meczu
Mecz odbył się 6 czerwca 1973 roku o godz. 17:30 na Stadionie Śląskim w Chorzowie. Sędzią głównym spotkania był Austriak Paul Schiller. Reprezentacja Polski od samego początku atakowała bramkę strzeżoną przez Petera Shiltona, który w 6. minucie bronił groźny z 30 metrów strzał Włodzimierza Lubańskiego, który w 7. minucie przeprowadził groźną akcję, jednak został podcięty przez Roya McFarlanda. Sędzia dyktował rzut wolny, do którego podchodził Robert Gadocha. Strzelał on "wewnętrzną" w krótki róg, po drodze piłka ocierała się o nogę któregoś z zawodników: Jana Banasia lub Bobby'ego Moore'a, po czym wpadała do siatki. Gol ostatecznie został przypisany Robertowi Gadosze.
W 47. minucie po groźnej akcji reprezentacji Anglii piłkę otrzymał Krzysztof Rześny, podał wzdłuż linii do Jana Banasia, który gubił piłkę na środku pola, po czym przejął ją Bobby Moore, jednak wkrótce piłkę odbierał mu Włodzimierz Lubański, który płaskim i precyzyjnym strzałem ustalił wynik na 2:0. W 54. minucie Roy McFarland faulował Włodzimierza Lubańskiego, w wyniku czego został on zmieniony przez Jana Domarskiego. Jak się później okazało, kontuzja więzadła krzyżowego okazała się na tyle poważna, że Włodzimierz Lubański był wykluczony z gry na ponad dwa lata, jednak po wielu latach sam w swoich wspomnieniach przyznał, że kontuzja nie była wynikiem faulu Roya McFarlanda, lecz wcześniejszego urazu powstałego z powodu nieodpowiedniego przygotowania do meczu.
Następnie okazje do zdobycia goli mieli Martin Chivers, Robert Gadocha, Emlyn Hughes i Alan Ball, który w 79. minucie dostał czerwoną kartkę za próbę rękoczynów.

### Szczegóły meczu
| 6 czerwca 1973 17:30 | Polska · Gadocha 7' · Lubański 47' | 2:01:0Raport | Anglia | Stadion Śląski, Chorzów Widzów: 90 000 Sędzia: Paul Schiller |
|                      |                                    |              |        |                                                              |

| Polska | Anglia |

| BR               | 1  | Jan Tomaszewski      |  |     |
| OB               | 2  | Krzysztof Rześny     |  |     |
| OB               | 3  | Jerzy Gorgoń         |  |     |
| OB               | 5  | Mirosław Bulzacki    |  |     |
| OB               | 4  | Adam Musiał          |  |     |
| PO               | 8  | Lesław Ćmikiewicz    |  |     |
| PO               | 9  | Kazimierz Deyna      |  |     |
| PO               | 6  | Jerzy Kraska         |  |     |
| NA               | 7  | Jan Banaś            |  |     |
| NA               | 10 | Włodzimierz Lubański |  | 54' |
| NA               | 11 | Robert Gadocha       |  |     |
| Zmiany:          |    |                      |  |     |
| NA               | 15 | Jan Domarski         |  | 54' |
| Trener:          |    |                      |  |     |
| Kazimierz Górski |    |                      |  |     |

| BR         | 1  | Peter Shilton  |     |
| OB         | 2  | Paul Madeley   |     |
| OB         | 5  | Roy McFarland  |     |
| OB         | 6  | Bobby Moore    |     |
| OB         | 3  | Emlyn Hughes   |     |
| PO         | 4  | Peter Storey   |     |
| PO         | 8  | Colin Bell     |     |
| PO         | 7  | Alan Ball      | 79' |
| PO         | 11 | Martin Peters  |     |
| NA         | 9  | Martin Chivers |     |
| NA         | 10 | Allan Clarke   |     |
| Trener:    |    |                |     |
| Alf Ramsey |    |                |     |

## Po meczu
Tabela grupy 5 po meczu przedstawiała się następująco:
| Lp | Drużyna | M | Z | R | P | Bramki | Bramki | +/– | Pkt |
| -- | ------- | - | - | - | - | ------ | ------ | --- | --- |
| 1  | Walia   | 3 | 1 | 1 | 1 | 3      | 2      | +1  | 3   |
| 2  | Anglia  | 3 | 1 | 1 | 1 | 2      | 3      | −1  | 3   |
| 3  | Polska  | 2 | 1 | 0 | 1 | 2      | 2      | 0   | 2   |